# Guido Görtzen
Guido Görtzen est un joueur néerlandais de volley-ball né le 9 novembre 1970 à Heerlen. Il mesure 1,98 m et jouait réceptionneur-attaquant.

## Clubs
| Club                   | Pays      | De        | À         |
| ---------------------- | --------- | --------- | --------- |
| VC Landgraaf           | Pays-Bas  | ?         | ?         |
| VC Geldrop             | Pays-Bas  | ?         | 1991-1992 |
| VV Capelle Nieuwerkerk | Pays-Bas  | 1992-1993 | 1994-1995 |
| Gabeca Monza           | Italie    | 1995-1996 | 1996-1997 |
| Panasonic Panthers     | Japon     | 1997-1998 | 1999-2000 |
| Daytona Modène         | Italie    | 2000-2001 | 2001-2002 |
| Ombrie Volley          | Italie    | 2002-2003 | 2003-2004 |
| Iskra Odintsovo        | Russie    | 2004-2005 | 2005-2006 |
| Nesselande Rotterdam   | Pays-Bas  | 2006-2007 | 2006-2007 |
| Moerser SC             | Allemagne | 2007-2008 | 2007-2008 |

## Palmarès
- En club
  - Championnat d'Italie : 2002
  - Coupe des Pays-Bas : 1995

- En équipe nationale des Pays-Bas
  - Jeux olympiques : 1996
  - Championnat d'Europe : 1995